# فرانك لورين هيتشكوك
فرانك لورين هيتشكوك (بالإنجليزية: Frank Lauren Hitchcock) هو رياضياتي أمريكي، ولد في 6 مارس 1875 في نيويورك في الولايات المتحدة، وتوفي في 31 مايو 1957 في لوس أنجلوس في الولايات المتحدة.